# マーティン・コルカット
マーティン・コルカット（Martin Collcutt 1939年- ）は、米国の日本史研究家、プリンストン大学東洋学部名誉教授。
英国ロンドン生まれ。1962年ケンブリッジ大学歴史学部卒、同大学院修士課程修了、1975年ハーバード大学大学院博士課程修了、「The Zen Monastic Institution in Medieval Japan」（中世日本の禅宗寺院）でPh.D.。横浜国立大学や東京大学で教え、皇太子（上皇明仁）の英語教師も務めた。1986年プリンストン大学教授。1992年9月国際日本文化研究センター客員教授。保守派の日本研究者。2002年「THE IWAKURA EMBASSY(米欧回覧実記)」で日本翻訳出版文化賞受賞。

## 著書
- Five Mountains : the Rinzai Zen Monastic Institution in Medieval Japan（五山―中世日本の臨済宗寺院）Harvard University Press  1981
- Cultural Atlas of Japan 「日本〈図説世界文化地理大百科〉Oxford, England : Phaidon  1988

### 共編著
- 『図説世界文化地理大百科 日本』マリウス・ジャンセン,熊倉功夫共著 熊倉功夫,立川健治共編訳 朝倉書店 1993
- 『周縁文化と身分制』脇田晴子,平雅行共編 思文閣出版 2005

### 翻訳
- 松下隆章  Ink painting  1974
- 達磨The Ceasing of notions : an early Zen text from the Dunhuang Caves /Boston : Wisdom Publications  2013